# Rio Alegre (vattendrag i Brasilien, Mato Grosso, lat -16,73, long -56,55)
Rio Alegre är ett vattendrag i Brasilien.   Det ligger i delstaten Mato Grosso, i den centrala delen av landet, 900 km väster om huvudstaden Brasília.
I omgivningen kring Rio Alegre växer i huvudsak städsegrön lövskog. Området är nästan obefolkat, med mindre än två invånare per kvadratkilometer.